# コアントロー
コアントロー（仏: Cointreau）は、フランス産のリキュールのひとつ。液色は無色透明。アルコール度数は約40度。エキス分は27%である。創始者の息子であるエドゥアール・ジャン・コアントロー（Edouard-Jean Cointreau）が開発し、現在に至るまで開発当時の味を厳密に再現している。

## 概説
コアントローは、コアントロー社が製造するホワイトキュラソーの1つである。オレンジの香りとまろやかな甘さが特徴で、そのまま食後酒とするほか、カクテルや菓子、料理などに用いられ、氷などで冷やされると淡く白濁する。これは良質のオレンジが使われている証拠であり、コアントローがホワイトキュラソーと言われる所以とも言える。
ニュートラルスピリッツにビターオレンジ（乾燥させたもの）とスイートオレンジ（乾燥させたものと生のもの）の果皮を浸漬して蒸留し、甜菜糖を加えアルコール度数を純水で調整している。アルコール度数は約40度。エキス分は27%。

## 歴史
1849年、エドゥアール=ジャン・コアントローとアドルフ・コアントローがフランスのアンジェにコアントロー・フレール（フランス語で「コアントロー兄弟」）という名の蒸溜所を建て、地元の果実を使ったリキュールを作り始める。エドゥアール=ジャンの息子、エドゥアールは、完璧なオレンジリキュールを求め、何年にも及び研究を重ねた。
1875年、2代目のエドゥアール・コアントローが世界で最初の「トリプル・セック」の販売を開始する。
- Triple:濃縮されたオレンジのエッセンシャルオイルの量が3倍（＝“トリプル”）。
- Sec:それまでのキュラソーや他のリキュールよりドライな風味を出すために砂糖の含有量を減らしている（＝“セック”／フランス語で“ドライ”の意）。

後に類似品が多数出回りだしたため、家名である「コアントロー」を商品名とした。ちなみに、コアントロー社では世界各地で作られた贋物・類似品を展示している。
数多くのカクテルのオリジナルレシピに銘柄名で指定されているため、「バーには必ずあるリキュール」として広く愛好されている。

## 製品
1875年に開発された「コアントロー」のほか、現在では姉妹品である「コアントロー ノワール」「コアントロー ブラッドオレンジ」が発売されている。
コアントロー ノワール
「コアントロー」にフィーヌ・シャンパーニュ・コニャック「レミーマルタン」をブレンドしたリキュール。1900年代にエドゥアール・コアントローが開発したレシピを基に、前マスター・ディスティラーのベルナデット・ラングレが完成させた。ベルナデットはクルミとアーモンドを浸漬することにより、さらに深く複雑な風味を実現した。
コアントロー ブラッドオレンジ
「コアントロー」に使用されているスイートオレンジ、ビターオレンジのほかに、コルシカ島のブラッドオレンジの果皮を使用。コルシカ島は気温の変化が大きく、肥沃な土壌と温和な気候という地中海の最良の環境のため、良質のブラッドオレンジが収穫できる。 最も収穫に適した時期とされる12月～2月のみに収穫し、果皮に豊富にエッセンシャルオイルが含まれるオレンジのみを使用している。

## コアントローを使った代表的なカクテル
- サイドカー
- ホワイトレディ
- X-Y-Z
- バラライカ
- ウイスキー・サイドカー
- コアントロー・オレンジ
- コアントロー・トニック
- ビトウィーン・ザ・シーツ
- マルガリータ
- カミカゼ